# SV Darmstadt 98/Saison 2018/19
Die Saison 2018/19 des SV Darmstadt 98 war die 121. Saison in der Vereinsgeschichte. In dieser Zweitligasaison 2018/19 traten die Lilien zum zweiten Mal in Folge in der 2. Bundesliga sowie im DFB-Pokal 2018/19 an.
Unter Cheftrainer Dirk Schuster erreichte Darmstadt bis zum 22. Spieltag den 14. Tabellenplatz, ehe dieser mit seinem Trainerstab von seinen Aufgaben freigestellt wurde. Nach einem interimgeleiteten Spiel unter Kai Peter Schmitz wurde ab dem 24. Februar 2019 Dimitrios Grammozis neuer Cheftrainer der Zweitligamannschaft, unter dem Darmstadt am Ende der Saison den 10. Tabellenplatz belegte.

## Verlauf der Saison

### Personalveränderungen und Saisonvorbereitung
Nachdem während der Saison in der 2. Bundesliga 2017/18 Dirk Schuster mit seinen Co-Trainern Sascha Franz und Frank Steinmetz zu seinem Posten als Cheftrainer beim SV Darmstadt 98 zurückkehrte, begann mit diesem Trainerstab auch die Zweitligasaison 2018/19. Ab dem 15. September 2018 wurde Carsten Wehlmann Sportkoordinator im Verein und das Mannschaftsärzteteam um Dr. med. Michael Weingart wurde um Dr. Ingo Schwinnen, Dr. Alexander Lesch und Dr. Philip Jessen erweitert. Zudem begann in dieser Saison der größere Umbau des Merck-Stadion am Böllenfalltor, womit die maximale Zuschauerkapazität im laufenden Spielbetrieb niedriger war als üblich und je nach Umbaustand auch variierte.
Mit Peter Niemeyer, Jan Rosenthal und João Renato da Cunha beendeten drei Lilienspieler der Vorsaison im Sommer 2018 ihre aktive Laufbahn und auch Kevin Großkreutz (zu KFC Uerdingen 05), Artur Sobiech (zu Lechia Gdańsk) und Markus Steinhöfer (zum VfB Eichstätt) verließen den Verein. Drei ausgeliehene Spieler kehrte zu ihren Vereinen zurück, vier andere wurden von Darmstadt verliehen. Marcel Heller kehrte vom FC Augsburg kehrte nach Darmstadt zurück und Serdar Dursun wechselte von der SpVgg Greuther Fürth zu den Lilien. Nachdem auch Joël Mall abging, bekamen die Torhüter Daniel Heuer Fernandes und Florian Stritzel weitere Konkurrenz mit Rouven Sattelmaier, Max Grün und Josip Galić, womit man fünf etatmäßige Torhüter im Kader hatte. Nach Testspielsiegen gegen Kreisligisten und unterklassige Vereine fand am 22. Juli 2018 das Heimspiel gegen Huddersfield Town aus der englischen Premier League statt, welche 1:1 ausging. Gegen den niederländischen Erstligisten Roda JC Kerkrade konnte man am 28. Juli 2018 mit 4:1 am heimischen Böllenfalltor gewinnen.

### Hinrunde
Am 1. Spieltag der 2. Bundesliga 2018/19 gewann der SV Darmstadt 98 am 5. August 2018 das Auftaktheimspiel gegen den SC Paderborn 07 mit 1:0, als Serdar Dursun sein erstes Pflichtspieltor für die Lilien erzielte. Nach einer 0:2-Niederlage beim FC St. Pauli wurde am 17. August 2018 das Erstrundenspiel im DFB-Pokal 2018/19 gegen den Zweitligaaufsteiger 1. FC Magdeburg mit 1:0 gewonnen, als Tobias Kempe bereits in der 3. Minute den Siegtreffer zum Endstand per Elfmeter erzielte. Nach zwei weiteren Siegen in der 2. Bundesliga gegen den MSV Duisburg (3:0) und beim 1. FC Heidenheim (1:0) stand Darmstadt zwischenzeitlich auf dem Aufstiegsrelegationsplatz, der dritten Tabellenposition. Doch nach einem 1:1 gegen den SV Sandhausen, bei dem Tobias Kempe erst in der 90. Minute zum Unentschieden ausgleichen konnte, folgten Niederlagen gegen Dynamo Dresden (1:4), Arminia Bielefeld (1:2), Holstein Kiel (2:4) und den Hamburger SV (1:2), sodass man sich auf dem 14. Tabellenplatz wiederfand.
Es folgte ein 1:1 beim SSV Jahn Regensburg, ehe das Team von Dirk Schuster gegen die SpVgg Greuther Fürth (2:0) wieder gewinnen konnte. Am 30. Oktober 2018 spielte man in der zweiten Runde des DFB-Pokals gegen den Bundesligisten Hertha BSC, doch unterlag 0:2 und schied damit aus dem Pokalwettbewerb aus. Daraufhin gab es einen Sieg gegen den 1. FC Magdeburg (3:1), aber auch wieder drei Niederlagen in Serie: 0:1 gegen den VfL Bochum, 0:3 gegen den 1. FC Köln und 1:3 gegen den 1. FC Union Berlin. Nach Unentschieden gegen den FC Ingolstadt 04 (1:1) und FC Erzgebirge Aue (2:2) ging man nach einer 2:6-Klatsche beim SC Paderborn 07 auf dem 13. Tabellenplatz in die Winterpause.

### Rückrunde
Im neuen Kalenderjahr 2019 verließ der langjährige Kapitän Aytaç Sulu die Lilien zu Samsunspor und Fabian Holland wurde zum neuen Mannschaftskapitän ernannt. So blieben aus der Lilienmannschaft, welcher der Durchmarsch aus dem Tabellenkeller der 3. Liga 2013 bis zum Klassenerhalt in der 1. Bundesliga 2016 gelang, nun nur noch Tobias Kempe, Marcel Heller und Sandro Sirigu im Team, wobei Kempe und Heller zwischenzeitlich kurz auch bei anderen Vereinen spielten. Der in der dieser Saison erfolglos gebliebene Stürmer Terrence Boyd wechselte zu Toronto FC und McKinze Gaines wurde zum FSV Zwickau verliehen. Diesen drei Abgängen standen sieben Winterneuzugänge gegenüber: Victor Pálsson vom FC Zürich, Mathias Wittek vom 1. FC Heidenheim, Sören Bertram vom FC Erzgebirge Aue, Patrick Herrmann von Holstein Kiel, Leon Müller aus der eigenen U19, Christoph Moritz wurde vom Hamburger SV ausgeliehen und skurillerweise wurde mit Ihor Beresowskyj sogar noch ein sechster Torhüter verpflichtet, wobei Daniel Heuer Fernandes ohnehin der einzige Torhüter war, welcher in der kompletten Saison eingesetzt wurde.
In der 2. Bundesliga begann das Jahr 2019 mit einem 2:1-Sieg gegen den FC St. Pauli, doch es folgten wieder Niederlagen gegen den MSV Duisburg (2:3) und den 1. FC Heidenheim (1:2). Als anschließend das Spiel gegen den SV Sandhausen mit 1:1 nur unentschieden endete, stellte das Präsidium am 18. Februar 2019 Trainer Dirk Schuster und seine Co-Trainer Sascha Franz und Frank Steinmetz von ihren Aufgaben frei, wobei wie bei Torsten Frings in der Vorsaison die ebenfalls bis 2020 datierten Verträge weiterhin Bestand haben sollten. Interimsmäßig übernahm kurzfristig der eigentliche Athletik-Trainer Kai Peter Schmitz das Training, unter dessen Leitung als Cheftrainer am 23. Februar 2019 das Zweitligaspiel gegen Dynamo Dresden abgehalten und mit 2:0 gewonnen werden konnte. Kai Peter Schmitz wurde damit zum einzigen Cheftrainer der Vereinsgeschichte, unter dessen Leitung alle Pflichtspiele (da es sich nur um dieses eine handelte) ausschließlich gewonnen wurden, also eine 100%ige Siegesbilanz vorweisen kann. Sportkoordinator Carsten Wehlmann wurde zum sportlichen Leiter ernannt.
Neuer Cheftrainer ab dem 24. Februar 2019 wurde Dimitrios Grammozis, welcher zuvor ausschließlich Jugendmannschaften beim VfL Bochum betreut hatte. Mit ihm kamen seine Co-Trainer Sven Thur und Iraklis Metaxas. Sein erstes Spiel wurde mit 0:1 gegen Arminia Bielefeld verloren, doch darauf folgten Siege gegen Holstein Kiel und den Hamburger SV (beide 3:2 aus Lilien-Sicht). Bis zum Saisonende kamen noch vier weitere Siege, zwei Unentschieden und zwei Niederlagen hinzu und der Klassenerhalt wurde am drittletzten Spieltag nach einem 2:1-Sieg gegen den 1. FC Union Berlin vorzeitig erreicht. Wie in der Vorsaison traf man am letzten Spieltag in einem Heimspiel auf den FC Erzgebirge Aue, wie in der Vorsaison wurde das Spiel mit 1:0 durch ein Tor von Tobias Kempe gewonnen. Und erneut belegte man, wie in der Vorsaison, den 10. Tabellenplatz in der Abschlusstabelle. Beim FC Erzgebirge Aue sollte schließlich auch in der nächsten Saison Dirk Schuster mit seinen Co-Trainern mit einer neuen Trainertätigkeit beginnen, womit die ursprünglich bis 2020 laufenden Verträge beim SV Darmstadt 98 dann nach Saisonende auch aufgelöst werden konnten, womit keine weiteren doppelten Kosten von den Lilien dafür mehr zu tragen waren.

## Personalien

### Sportliche Leitung und Vereinsführung
| Name                                          | Funktion                                                                        |                           |
| Trainer- und Betreuerstab                     | Trainer- und Betreuerstab                                                       | Trainer- und Betreuerstab |
| --------------------------------------------- | ------------------------------------------------------------------------------- | ------------------------- |
| Dirk Schuster (bis 18.02.2019)                | Cheftrainer                                                                     |                           |
| Kai Peter Schmitz (18.02.2019 bis 23.02.2019) | Cheftrainer                                                                     |                           |
| Dimitrios Grammozis (ab 24.02.2019)           | Cheftrainer                                                                     |                           |
| Sascha Franz (bis 18.02.2019)                 | Co-Trainer                                                                      |                           |
| Frank Steinmetz (bis 18.02.2019)              | Co-Trainer                                                                      |                           |
| Sven Thur (ab 24.02.2019)                     | Co-Trainer                                                                      |                           |
| Iraklis Metaxas (ab 24.02.2019)               | Co-Trainer                                                                      |                           |
| Dimo Wache                                    | Torwarttrainer                                                                  |                           |
| Uwe Zimmermann                                | Torwarttrainer                                                                  |                           |
| Kai Peter Schmitz                             | Athletiktrainer                                                                 |                           |
| Carsten Wehlmann                              | Sportkoordinator (15.09.2018 bis 17.02.2019) Sportlicher Leiter (ab 18.02.2019) |                           |
| Michael Stegmayer                             | Teammanager                                                                     |                           |
| Dr. med. Michael Weingart                     | Mannschaftsärzte                                                                |                           |
| Dr. Ingo Schwinnen                            | Mannschaftsärzte                                                                |                           |
| Dr. Alexander Lesch                           | Mannschaftsärzte                                                                |                           |
| Dr. Philip Jessen                             | Mannschaftsärzte                                                                |                           |
| Dirk Schmitt                                  | Physiotherapeuten                                                               |                           |
| Sebastian Pommer                              | Physiotherapeuten                                                               |                           |
| Helmut Koch                                   | Teambetreuer                                                                    |                           |
| Utz Pfeiffer                                  | Teambetreuer                                                                    |                           |
| Michael Richter                               | Teambetreuer                                                                    |                           |
| Matthias Neumann                              | Teambetreuer                                                                    |                           |
| Präsidium                                     |                                                                                 |                           |
| Rüdiger Fritsch                               | Präsident                                                                       |                           |
| Markus Pfitzner                               | Vize-Präsident                                                                  |                           |
| Volker Harr                                   | Vize-Präsident                                                                  |                           |
| Tom Eilers                                    | Lizenzspielerbereich                                                            |                           |
| Anne Baumann                                  | Finanzen                                                                        |                           |
| Wolfgang Arnold                               | Amateurabteilungen, Infrastruktur, Logistik und Sicherheit                      |                           |
| Uwe Kuhl                                      | Sportliche Entwicklung und Nachwuchsleistungszentrum                            |                           |

### Kader
| Kader Saison 2018/19 | Kader Saison 2018/19   | Kader Saison 2018/19         | Kader Saison 2018/19 | Kader Saison 2018/19 | Kader Saison 2018/19 | Kader Saison 2018/19 |
| Nr.                  | Spieler                | Nat.                         | Geburtsdatum         | vorheriger Verein    | Ligaspiele           | Ligatore             |
| Torhüter             | Torhüter               | Torhüter                     | Torhüter             | Torhüter             | Torhüter             | Torhüter             |
| -------------------- | ---------------------- | ---------------------------- | -------------------- | -------------------- | -------------------- | -------------------- |
| 01                   | Daniel Heuer Fernandes | Portugal                     | 13.11.1992           | SC Paderborn 07      | 34                   | 0                    |
| 22                   | Rouven Sattelmaier     | Deutschland                  | 07.08.1987           | Bradford City        | 0                    | 0                    |
| 24                   | Ihor Beresowskyj       | Ukraine                      | 24.08.1990           | Lierse SK            | 0                    | 0                    |
| 31                   | Florian Stritzel       | Deutschland                  | 31.01.1994           | Karlsruher SC        | 0                    | 0                    |
| 35                   | Josip Galić            | Kroatien                     | 25.01.2000           | JFC Frankfurt        | 0                    | 0                    |
| 38                   | Max Grün               | Deutschland                  | 05.04.1987           | VfL Wolfsburg        | 0                    | 0                    |
| Abwehr               |                        |                              |                      |                      |                      |                      |
| 02                   | Sebastian Hertner      | Deutschland                  | 02.05.1991           | FC Erzgebirge Aue    | 4                    | 0                    |
| 03                   | Joevin Jones           | Trinidad und Tobago          | 03.08.1991           | Seattle Sounders     | 28                   | 2                    |
| 04                   | Aytaç Sulu             | Turkei                       | 11.12.1985           | SCR Altach           | 17                   | 2                    |
| 15                   | Mathias Wittek         | Deutschland                  | 30.03.1989           | 1. FC Heidenheim     | 12                   | 2                    |
| 17                   | Sandro Sirigu          | Deutschland                  | 07.10.1988           | 1. FC Heidenheim     | 20                   | 0                    |
| 21                   | Immanuel Höhn          | Deutschland                  | 23.12.1991           | SC Freiburg          | 24                   | 1                    |
| 28                   | Marcel Franke          | Deutschland                  | 05.04.1993           | Norwich City         | 25                   | 2                    |
| 32                   | Fabian Holland         | Deutschland                  | 11.07.1990           | Hertha BSC           | 32                   | 0                    |
| 37                   | Patrick Herrmann       | Deutschland                  | 16.03.1988           | Holstein Kiel        | 13                   | 0                    |
| 39                   | Cameron Royo           | Deutschland                  | 22.09.2000           | Rot-Weiß Walldorf    | 0                    | 0                    |
| 40                   | Tim Rieder             | Deutschland                  | 03.09.1993           | FC Augsburg          | 15                   | 0                    |
| Mittelfeld           |                        |                              |                      |                      |                      |                      |
| 04                   | Victor Pálsson         | Island                       | 30.04.1991           | FC Zürich            | 15                   | 0                    |
| 05                   | Slobodan Medojević     | Serbien                      | 20.10.1990           | Eintracht Frankfurt  | 16                   | 0                    |
| 06                   | Marvin Mehlem          | Deutschland                  | 11.09.1997           | Karlsruher SC        | 30                   | 5                    |
| 08                   | Selim Gündüz           | Turkei                       | 16.05.1994           | VfL Bochum           | 1                    | 0                    |
| 11                   | Tobias Kempe           | Deutschland                  | 27.06.1989           | 1. FC Nürnberg       | 31                   | 10                   |
| 20                   | Marcel Heller          | Deutschland                  | 12.02.1986           | FC Augsburg          | 32                   | 4                    |
| 23                   | Sören Bertram          | Deutschland                  | 05.06.1991           | FC Erzgebirge Aue    | 9                    | 1                    |
| 25                   | Yannick Stark          | Deutschland                  | 28.10.1990           | FSV Frankfurt        | 22                   | 1                    |
| 26                   | Christoph Moritz       | Deutschland                  | 27.01.1990           | Hamburger SV         | 11                   | 1                    |
| 27                   | McKinze Gaines         | Vereinigte Staaten           | 02.03.1998           | VfL Wolfsburg        | 0                    | 0                    |
| 34                   | Leon Müller            | Deutschland                  | 11.08.2000           | 1. FSV Mainz 05      | 0                    | 0                    |
| 36                   | Wilson Kamavuaka       | Kongo Demokratische Republik | 29.03.1990           | Panetolikos          | 6                    | 0                    |
| 37                   | Luca Gelzleichter      | Deutschland                  | 20.05.2000           | Eigene Jugend        | 0                    | 0                    |
| Angriff              |                        |                              |                      |                      |                      |                      |
| 07                   | Felix Platte           | Deutschland                  | 11.02.1996           | FC Schalke 04        | 10                   | 1                    |
| 09                   | Johannes Wurtz         | Deutschland                  | 19.06.1992           | VfL Bochum           | 22                   | 1                    |
| 15                   | Terrence Boyd          | Vereinigte Staaten           | 16.02.1991           | RB Leipzig           | 11                   | 0                    |
| 19                   | Serdar Dursun          | Turkei                       | 19.10.1991           | SpVgg Greuther Fürth | 33                   | 11                   |

### Transfers

#### Transfers Winter 2018/19
| Ihor Beresowskyj | vereinslos          |
| Sören Bertram    | FC Erzgebirge Aue   |
| Patrick Herrmann | Holstein Kiel       |
| Christoph Moritz | Hamburger SV a.     |
| Leon Müller      | SV Darmstadt 98 U19 |
| Victor Pálsson   | FC Zürich           |
| Mathias Wittek   | 1. FC Heidenheim    |

| Terrence Boyd  | Toronto FC     |
| McKinze Gaines | FSV Zwickau a. |
| Aytaç Sulu     | Samsunspor     |

#### Transfers Sommer 2018
| Patrick Banggaard  | Roda JC Kerkrade w.a. |
| Serdar Dursun      | SpVgg Greuther Fürth  |
| Manassé Eshele     | FSV Frankfurt w.a.    |
| Marcel Franke      | Norwich City a.       |
| Josip Galić        | SV Darmstadt 98 U19   |
| Luca Gelzleichter  | SV Darmstadt 98 U19   |
| Max Grün           | VfL Wolfsburg         |
| Selim Gündüz       | VfL Bochum            |
| Marcel Heller      | FC Augsburg           |
| Sebastian Hertner  | FC Erzgebirge Aue     |
| Tim Rieder         | FC Augsburg a.        |
| Cameron Royo       | SV Darmstadt 98 U19   |
| Rouven Sattelmaier | Bradford City         |
| Johannes Wurtz     | VfL Bochum            |

| Barış Atik           | TSG 1899 Hoffenheim w.a.  |
| Patrick Banggaard    | Paphos FC a.              |
| Romain Brégerie      | FC Ingolstadt 04 w.a.     |
| Ji Dong-won          | FC Augsburg w.a.          |
| João Renato da Cunha | vereinslos                |
| Manassé Eshele       | TSV Havelse               |
| Kevin Großkreutz     | KFC Uerdingen 05          |
| Julian von Haacke    | SV Meppen a.              |
| Niklas Kern          | Wormatia Worms            |
| Romuald Lacazette    | TSV 1860 München a.       |
| Joël Mall            | Paphos FC                 |
| Peter Niemeyer       | Karriereende              |
| Leo Petri            | VfB Ginsheim              |
| Jan Rosenthal        | Karriereende              |
| Paul Schmieder       | VfR Fehlheim              |
| Artur Sobiech        | Lechia Gdańsk             |
| Markus Steinhöfer    | VfB Eichstätt             |
| Silas Zehnder        | Viktoria Aschaffenburg a. |

## Spiele

### 2. Bundesliga
Die Tabelle listet alle Spiele des Vereins in der 2. Fußball-Bundesliga 2018/19 auf. Siege sind grün, Unentschieden sind gelb und Niederlagen sind rot hinterlegt.
| ST | Datum              | Gegner               | Platz    | Ort                                       | Zuschauer | Ergebnis  | Tore |
| -- | ------------------ | -------------------- | -------- | ----------------------------------------- | --------- | --------- | --- |
| 1  | 5. August 2018     | SC Paderborn 07      | Heim     | Merck-Stadion am Böllenfalltor, Darmstadt | 15.400    | 1:0 (0:0) | 1:0 Dursun (52.) |
| 2  | 10. August 2018    | FC St. Pauli         | Auswärts | Millerntor-Stadion, Hamburg-St. Pauli     | 29.140    | 2:0 (0:0) | 1:0 Neudecker (52.), 2:0 Buchtmann (85.) |
| 3  | 24. August 2018    | MSV Duisburg         | Heim     | Merck-Stadion am Böllenfalltor, Darmstadt | 15.200    | 3:0 (0:0) | 1:0 Heller (68.), 2:0 Dursun (74.), 3:0 Kempe (86.)                                                                                                |
| 4  | 2. September 2018  | 1. FC Heidenheim     | Auswärts | Voith-Arena, Heidenheim an der Brenz      | 10.350    | 0:1 (0:1) | 0:1 Franke (11.) |
| 5  | 15. September 2018 | SV Sandhausen        | Heim     | Merck-Stadion am Böllenfalltor, Darmstadt | 15.103    | 1:1 (0:0) | 0:1 Klingmann (46.), 1:1 Kempe (90.) |
| 6  | 22. September 2018 | Dynamo Dresden       | Auswärts | Rudolf-Harbig-Stadion, Dresden            | 26.530    | 4:1 (1:1) | 1:0 Koné (3., Elfmeter), 1:1 Heller (18.), 2:1 Ebert (54.), 3:1 Heise (60.), 4:1 Koné (90.+1)                                                      |
| 7  | 25. September 2018 | Arminia Bielefeld    | Heim     | Merck-Stadion am Böllenfalltor, Darmstadt | 14.210    | 1:2 (0:0) | 1:0 Sulu (66.), 1:1 Massimo (90.), 1:2 Hartherz (90.+3.)                                                                                           |
| 8  | 28. September 2018 | Holstein Kiel        | Auswärts | Holstein-Stadion, Kiel                    | 8.527     | 4:2 (3:2) | 1:0 Girth (12.), 2:0 Mühling (23.), 2:1 Kempe (29., Elfmeter), 3:1 Serra (32.), 3:2 Kempe (39.), 4:2 Kinsombi (70.)                                |
| 9  | 5. Oktober 2018    | Hamburger SV         | Heim     | Merck-Stadion am Böllenfalltor, Darmstadt | 17.400    | 1:2 (0:2) | 0:1 Hunt (13.), 0:2 Holtby (45.), 1:2 Dursun (89.)                                                                                                 |
| 10 | 21. Oktober 2018   | SSV Jahn Regensburg  | Auswärts | Continental-Arena, Regensburg             | 10.907    | 1:1 (0:1) | 0:1 Jones (36.), 1:1 Grüttner (55.) |
| 11 | 26. Oktober 2018   | SpVgg Greuther Fürth | Heim     | Merck-Stadion am Böllenfalltor, Darmstadt | 14.050    | 2:0 (1:0) | 1:0 Kempe (23.), 2:0 Dursun (76.) |
| 12 | 3. November 2018   | 1. FC Magdeburg      | Heim     | Merck-Stadion am Böllenfalltor, Darmstadt | 15.410    | 3:1 (1:0) | 1:0 Dursun (43.), 2:0 Hammann (60.), 2:1 Bülter (71.), 3:1 Sulu (80.)                                                                              |
| 13 | 12. November 2018  | VfL Bochum           | Auswärts | Vonovia-Ruhrstadion, Bochum               | 12.022    | 1:0 (0:0) | 1:0 Weilandt (62.) |
| 14 | 24. November 2018  | 1. FC Köln           | Heim     | Merck-Stadion am Böllenfalltor, Darmstadt | 17.400    | 0:3 (0:0) | 0:1 Terodde (55.), 0:2 Czichos (66.), 0:3 Córdoba (69.)                                                                                            |
| 15 | 1. Dezember 2018   | 1. FC Union Berlin   | Auswärts | Stadion An der Alten Försterei, Berlin    | 21.474    | 3:1 (2:0) | 1:0 Andersson (28.), 2:0 Andersson (42.), 3:0 Sulu (65., Eigentor), 3:1 Dursun (73.)                                                               |
| 16 | 8. Dezember 2018   | FC Ingolstadt 04     | Heim     | Merck-Stadion am Böllenfalltor, Darmstadt | 16.579    | 1:1 (0:1) | 0:1 Lezcano (2., Elfmeter), 1:1 Kempe (83., Elfmeter)                                                                                              |
| 17 | 16. Dezember 2018  | FC Erzgebirge Aue    | Auswärts | Erzgebirgsstadion, Aue-Bad Schlema        | 7.400     | 2:2 (0:0) | 1:0 Testroet (50.), 2:0 Testroet (64.), 2:1 Höhn (76.), 2:2 Mehlem (78.)                                                                           |
| 18 | 23. Dezember 2018  | SC Paderborn 07      | Auswärts | Benteler-Arena, Paderborn                 | 11.547    | 6:2 (1:1) | 1:0 Tekpetey (16.), 1:1 Mehlem (32.), 2:1 Michel (50.), 2:2 Jones (65.), 3:2 Tekpetey (75.), 4:2 Michel (77.), 5:2 Tekpetey (84.), 6:2 Guèye (88.) |
| 19 | 29. Januar 2019    | FC St. Pauli         | Heim     | Merck-Stadion am Böllenfalltor, Darmstadt | 11.800    | 2:1 (0:1) | 0:1 Miyaichi (37.), 1:1 Heller (81.), 2:1 Dursun (89.)                                                                                             |
| 20 | 1. Februar 2019    | MSV Duisburg         | Auswärts | Schauinsland-Reisen-Arena, Duisburg       | 11.213    | 3:2 (2:0) | 1:0 Wolze (8.), 2:0 Nielsen (25.), 3:0 Iljutschenko (59.), 3:1 Bertram (73.), 3:2 Moritz (88.)                                                     |
| 21 | 10. Februar 2019   | 1. FC Heidenheim     | Heim     | Merck-Stadion am Böllenfalltor, Darmstadt | 10.120    | 1:2 (0:1) | 0:1 Glatzel (34.), 0:2 Glatzel (59., Elfmeter), 1:2 Wurtz (84.)                                                                                    |
| 22 | 15. Februar 2019   | SV Sandhausen        | Auswärts | BWT-Stadion am Hardtwald, Sandhausen      | 7.624     | 1:1 (1:1) | 1:0 Schleusener (24.), 1:1 Kempe (34., Elfmeter)                                                                                                   |
| 23 | 23. Februar 2019   | Dynamo Dresden       | Heim     | Merck-Stadion am Böllenfalltor, Darmstadt | 11.330    | 2:0 (1:0) | 1:0 Kempe (43., Elfmeter), 2:0 Dursun (85.) |
| 24 | 3. März 2019       | Arminia Bielefeld    | Auswärts | SchücoArena, Bielefeld                    | 15.011    | 1:0 (1:0) | 1:0 Klos (40.) |
| 25 | 9. März 2019       | Holstein Kiel        | Heim     | Merck-Stadion am Böllenfalltor, Darmstadt | 10.210    | 3:2 (2:1) | 1:0 Mehlem (19.), 1:1 Honsak (33.), 2:1 Dursun (41.), 3:1 Franke (62.), 3:2 Mühling (65.)                                                          |
| 26 | 16. März 2019      | Hamburger SV         | Auswärts | Volksparkstadion, Hamburg                 | 54.668    | 2:3 (2:0) | 1:0 Jatta (5.), 2:0 Lasogga (16., Elfmeter), 2:1 Mehlem (52.), 2:2 Kempe (82.), 2:3 Mehlem (90.+2)                                                 |
| 27 | 30. März 2019      | SSV Jahn Regensburg  | Heim     | Merck-Stadion am Böllenfalltor, Darmstadt | 10.385    | 1:1 (0:0) | 1:0 Dursun (55.), 1:1 Geipl (69.) |
| 28 | 7. April 2019      | SpVgg Greuther Fürth | Auswärts | Sportpark Ronhof, Fürth                   | 9.730     | 2:1 (0:0) | 1:0 Seguin (64., Elfmeter), 2:0 Reese (82.), 2:1 Wittek (90.+4)                                                                                    |
| 29 | 13. April 2019     | 1. FC Magdeburg      | Auswärts | MDCC-Arena, Magdeburg                     | 17.413    | 0:1 (0:0) | 0:1 Heller (87.) |
| 30 | 21. April 2019     | VfL Bochum           | Heim     | Merck-Stadion am Böllenfalltor, Darmstadt | 10.590    | 0:0 (0:0) | — |
| 31 | 26. April 2019     | 1. FC Köln           | Auswärts | Rheinenergiestadion, Köln                 | 50.000    | 1:2 (0:1) | 0:1 Dursun (34.), 1:1 Córdoba (66.), 1:2 Platte (76.)                                                                                              |
| 32 | 5. Mai 2019        | 1. FC Union Berlin   | Heim     | Merck-Stadion am Böllenfalltor, Darmstadt | 11.510    | 2:1 (0:0) | 1:0 Stark (49.), 2:0 Wittek (77.), 2:1 Andersson (87.)                                                                                             |
| 33 | 12. Mai 2019       | FC Ingolstadt 04     | Auswärts | Audi-Sportpark, Ingolstadt                | 10.190    | 3:0 (2:0) | 1:0 Kittel (21.), 2:0 Lezcano (45.), 3:0 Kutschke (55.)                                                                                            |
| 34 | 19. Mai 2019       | FC Erzgebirge Aue    | Heim     | Merck-Stadion am Böllenfalltor, Darmstadt | 10.570    | 1:0 (1:0) | 1:0 Kempe (15.) |

### DFB-Pokal
Als Zweitligist war der SV Darmstadt 98 automatisch für den DFB-Pokal 2018/19 qualifiziert und trat in der 1. Runde gegen den Ligakonkurrenten 1. FC Magdeburg an, der als Aufsteiger noch im Amateur-Topf vertreten war. Gegen diesen gewann Darmstadt mit 1:0, schied aber in der zweiten Runde gegen den Bundesligisten Hertha BSC (0:2) aus.
| Runde    | Datum            | Gegner          | Liga des Gegners | Platz    | Ort                                       | Zuschauer | Ergebnis  | Tore                                      |
| -------- | ---------------- | --------------- | ---------------- | -------- | ----------------------------------------- | --------- | --------- | ----------------------------------------- |
| 1. Runde | 17. August 2018  | 1. FC Magdeburg | 2. Bundesliga    | Auswärts | MDCC-Arena, Magdeburg                     | 20.165    | 0:1 (0:1) | 0:1 Kempe (3., Elfmeter)                  |
| 2. Runde | 30. Oktober 2018 | Hertha BSC      | 1. Bundesliga    | Heim     | Merck-Stadion am Böllenfalltor, Darmstadt | 15.000    | 0:2 (0:0) | 0:1 Ibišević (64.), 0:2 Mittelstädt (88.) |

### Testspiele
Diese Tabelle führt die ausgetragenen Testspiele des Vereins in der Saison 2018/19 auf. Siege sind grün, Unentschieden sind gelb und Niederlagen sind rot hinterlegt.
| Datum           | Gegner             | Liga des Gegners                | Platz    | Ort                                               | Zuschauer | Ergebnis   | Tore |
| --------------- | ------------------ | ------------------------------- | -------- | ------------------------------------------------- | --------- | ---------- | --- |
| 24. Juni 2018   | TSV Altheim        | Kreisliga A Dieburg (IX.)       | Auswärts | Gersprenzstadion, Altheim (Münster)               | 1.200     | 0:21 (0:9) | 0:1 Sulu (4.), 0:2 Platte (5.), 0:3 Müller (10.), 0:4 Mehlem (11.), 0:5 Kamavuaka (15.), 0:6 Gaines (21.), 0:7 Müller (24.), 0:8 Gaines (29.), 0:9 Platte (45.), 0:10 Kempe (51.), 0:11 Kempe (52.), 0:12 Kempe (55.), 0:13 Kempe (56.), 0:14 Kempe (57.), 0:15 Kempe (60.), 0:16 Medojević (62.), 0:17 Gaines (64.), 0:18 Gelzleichter (72.), 0:19 Kempe (80.), 0:20 Kempe (84.), 0:21 Großkreutz (88., Elfmeter) |
| 28. Juni 2018   | SKG Stockstadt     | Kreisliga A Groß-Gerau (IX.)    | Auswärts | Auf der Mörscht, Stockstadt am Rhein              | 1.000     | 0:10 (0:6) | 0:1 Stark (7.), 0:2 Kempe (10.), 0:3 Gaines (17.), 0:4 Kempe (22.), 0:5 Gaines (33.), 0:6 Banggaard (45.), 0:7 Jones (63.), 0:8 Sirigu (81.), 0:9 Platte (85.), 0:10 Mehlem (86.) |
| 8. Juli 2018    | FC Hanau 93        | Verbandsliga Hessen Süd (VI.)   | Auswärts | Herbert-Dröse-Stadion, Hanau                      | 1.500     | 0:9 (0:4)  | 0:1 Kamavuaka (40.), 0:2 Jones (41.), 0:3 Kamavuaka (43.), 0:4 Kempe (45., Elfmeter), 0:5 Mehlem (51.), 0:6 Mehlem (62.), 0:7 Boyd (64.), 0:8 Gelzleichter (69.), 0:9 Gelzleichter (80.) |
| 11. Juli 2018   | SV Oberachern      | Oberliga Baden-Württemberg (V.) | Neutral  | Stadion im Eybacher Tal, Geislingen an der Steige | 500       | 2:5 (2:2)  | 1:0 Gallus (13.), 1:1 Boyd (16.), 2:1 Gallus (34., Elfmeter), 2:2 Boyd (39.), 2:3 Kempe (60.), 2:4 Höhn (65.), 2:5 Kamavuaka (70.) |
| 15. Juli 2018   | SV Linx            | Oberliga Baden-Württemberg (V.) | Neutral  | Sportanlage Waldstraße, Lautenbach (Ortenaukreis) | 650       | 0:4 (0:1)  | 0:1 Gelzleichter (42.), 0:2 Gaines (56.), 0:3 Kopf (56., Eigentor), 0:4 Gaines (76.) |
| 22. Juli 2018   | Huddersfield Town  | Premier League (I.)             | Heim     | Merck-Stadion am Böllenfalltor, Darmstadt         | 4.500     | 1:1 (0:0)  | 1:0 Stark (47.), 1:1 Mounié (80.) |
| 28. Juli 2018   | Roda JC Kerkrade   | Eerste Divisie (II.)            | Heim     | Merck-Stadion am Böllenfalltor, Darmstadt         | 5.000     | 4:1 (2:0)  | 1:0 Kempe (17.), 2:0 Sulu (40.), 3:0 Kempe (71.), 4:0 Maclaren (74.), 4:1 Dijkhuizen (79.) |
| 8. Januar 2019  | SV Wehen Wiesbaden | 3. Liga                         | Heim     | Merck-Stadion am Böllenfalltor, Darmstadt         | 3.000     | 2:1 (0:1)  | 0:1 Kyereh (43.), 1:1 Heller (73.), 2:1 Franke (88.) |
| 14. Januar 2019 | TSV 1860 München   | 3. Liga                         | Neutral  | Sportzentrum, Oliva (Valencia)                    | 500       | 1:0 (1:0)  | 1:0 Platte (21.), |
| 17. Januar 2019 | FC Rapperswil-Jona | Challenge League (II.)          | Neutral  | Sportzentrum, Oliva (Valencia)                    | 350       | 0:0 (0:0)  | — |
| 22. Januar 2019 | SC Paderborn 07    | 2. Bundesliga                   | Auswärts | Benteler-Arena, Paderborn                         | 3.200     | 1:2 (1:1)  | 1:0 Klement (3.), 1:1 Kempe (16., Elfmeter), 1:2 Höhn (60.) |

## Saisonverlauf
| Spieltag | 1 | 2  | 3 | 4 | 5 | 6 | 7  | 8  | 9  | 10 | 11 | 12 | 13 | 14 | 15 | 16 | 17 | 18 | 19 | 20 | 21 | 22 | 23 | 24 | 25 | 26 | 27 | 28 | 29 | 30 | 31 | 32 | 33 | 34 |
| -------- | - | -- | - | - | - | - | -- | -- | -- | -- | -- | -- | -- | -- | -- | -- | -- | -- | -- | -- | -- | -- | -- | -- | -- | -- | -- | -- | -- | -- | -- | -- | -- | -- |
| Spielort | H | A  | H | A | H | A | H  | A  | H  | A  | H  | H  | A  | H  | A  | H  | A  | A  | H  | A  | H  | A  | H  | A  | H  | A  | H  | A  | A  | H  | A  | H  | A  | H  |
| Resultat | S | N  | S | S | U | N | N  | N  | N  | U  | S  | S  | N  | N  | N  | U  | U  | N  | S  | N  | N  | U  | S  | N  | S  | S  | U  | N  | S  | U  | S  | S  | N  | S  |
| Platz    | 7 | 12 | 4 | 3 | 5 | 6 | 10 | 13 | 14 | 14 | 12 | 12 | 12 | 12 | 12 | 13 | 13 | 13 | 13 | 14 | 14 | 14 | 13 | 14 | 13 | 13 | 12 | 13 | 12 | 12 | 10 | 10 | 11 | 10 |

Legende: Spielort: H = Heim; A = Auswärts. Resultat: S = Sieg; U = Unentschieden; N = Niederlage

## Abschlusstabelle

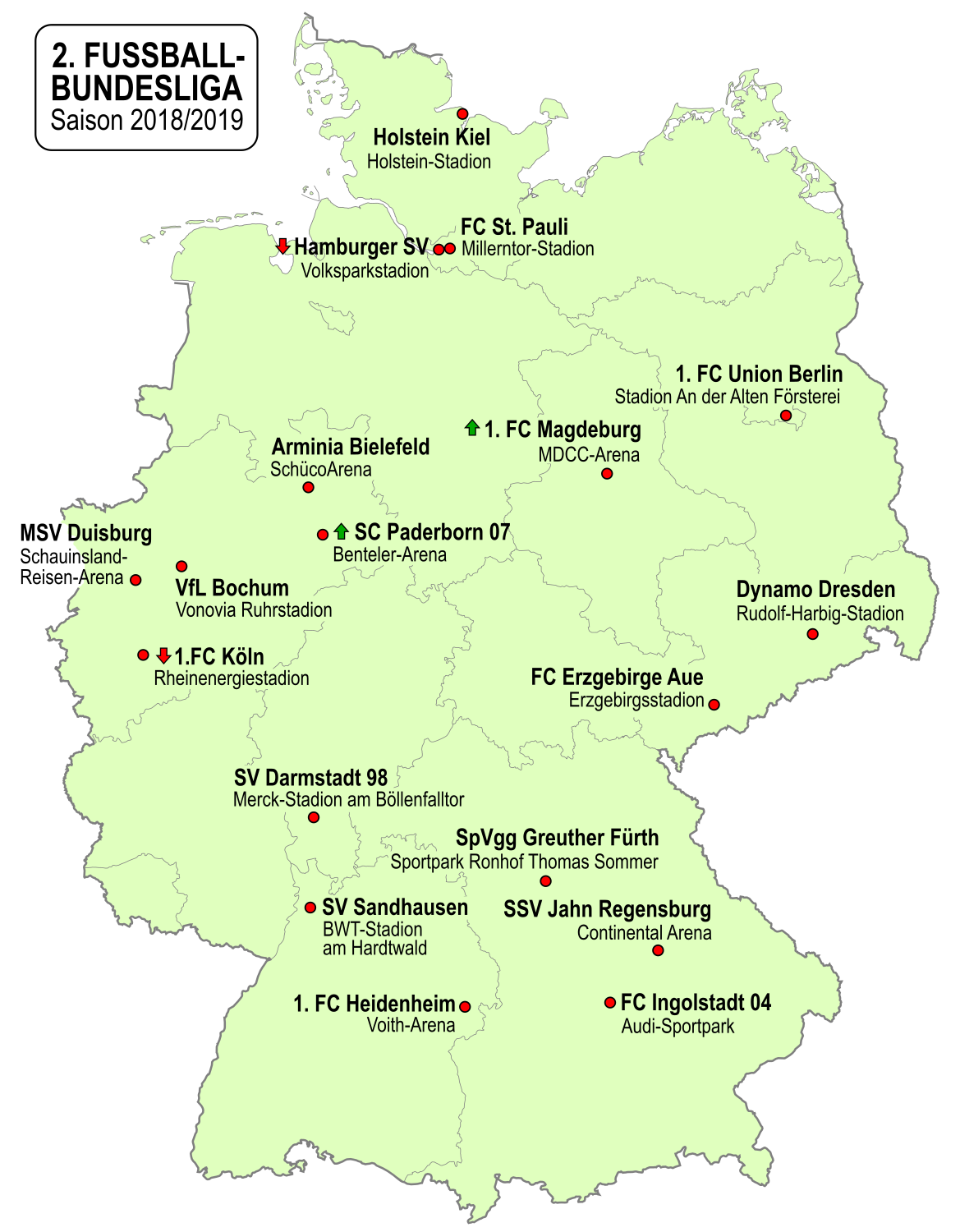
Teilnehmende Vereine der 2. Bundesliga 2018/19

| Pl. | Verein                 | Sp. | S  | U  | N  | Tore    | Diff. | Punkte | Anm. |
| --- | ---------------------- | --- | -- | -- | -- | ------- | ----- | ------ | ---- |
| 1.  | 1. FC Köln (A)         | 34  | 19 | 6  | 9  | 084:470 | +37   | 63     | ▲    |
| 2.  | SC Paderborn 07 (N)    | 34  | 16 | 9  | 9  | 076:500 | +26   | 57     | ▲    |
| 3.  | 1. FC Union Berlin     | 34  | 14 | 15 | 5  | 054:330 | +21   | 57     | ( ▲) |
| 4.  | Hamburger SV (A)       | 34  | 16 | 8  | 10 | 045:420 | +3    | 56     |      |
| 5.  | 1. FC Heidenheim       | 34  | 15 | 10 | 9  | 055:450 | +10   | 55     |      |
| 6.  | Holstein Kiel (R↑)     | 34  | 13 | 10 | 11 | 060:510 | +9    | 49     |      |
| 7.  | Arminia Bielefeld      | 34  | 13 | 10 | 11 | 052:500 | +2    | 49     |      |
| 8.  | SSV Jahn Regensburg    | 34  | 12 | 13 | 9  | 055:540 | +1    | 49     |      |
| 9.  | FC St. Pauli           | 34  | 14 | 7  | 13 | 046:530 | −7    | 49     |      |
| 10. | SV Darmstadt 98        | 34  | 13 | 7  | 14 | 045:530 | −8    | 46     |      |
| 11. | VfL Bochum             | 34  | 11 | 11 | 12 | 049:500 | −1    | 44     |      |
| 12. | Dynamo Dresden         | 34  | 11 | 9  | 14 | 041:480 | −7    | 42     |      |
| 13. | SpVgg Greuther Fürth   | 34  | 10 | 12 | 12 | 037:560 | −19   | 42     |      |
| 14. | FC Erzgebirge Aue (R↓) | 34  | 11 | 7  | 16 | 043:470 | −4    | 40     |      |
| 15. | SV Sandhausen          | 34  | 9  | 11 | 14 | 045:520 | −7    | 38     |      |
| 16. | FC Ingolstadt 04       | 34  | 9  | 8  | 17 | 043:550 | −12   | 35     | ( ▼) |
| 17. | 1. FC Magdeburg (N)    | 34  | 6  | 13 | 15 | 035:530 | −18   | 31     | ▼    |
| 18. | MSV Duisburg           | 34  | 6  | 10 | 18 | 039:650 | −26   | 28     | ▼    |

|                         |                                                                            |
| Zum Saisonende 2017/18: |                                                                            |
| (A)                     | Absteiger aus der Bundesliga: Hamburger SV, 1. FC Köln                     |
| (R↑)                    | Verlierer der Relegation zur Bundesliga: Holstein Kiel                     |
| (R↓)                    | Sieger der Relegation zur 2. Bundesliga: FC Erzgebirge Aue                 |
| (N)                     | Neuling, Aufsteiger aus der 3. Liga: 1. FC Magdeburg, SC Paderborn 07      |
| Zum Saisonende 2018/19: |                                                                            |
| ▲                       | Aufsteiger in die Bundesliga 2019/20                                       |
| ( ▲)                    | Teilnehmer an den Relegationsspielen gegen den 16. der Bundesliga 2018/19  |
| ( ▼)                    | Teilnehmer an den Relegationsspielen gegen den Dritten der 3. Liga 2018/19 |
| ▼                       | Absteiger in die 3. Liga 2019/20                                           |

## Zuschauerzahlen
Folgende Tabelle bietet einen Vergleich der Zuschauerzahlen der Heim- und Auswärtsspiele des SV Darmstadt 98 im Ligabetrieb dieser Saison. Die Vereine sind nach Austragungsreihenfolge der Heimspiele nach Spieltag sortiert.
| Gegner in Heimspielreihenfolge | Heimspiel | Auswärtsspiel | Austragungsort beim Auswärtsspiel                     |
| ------------------------------ | --------- | ------------- | ----------------------------------------------------- |
| 1. SC Paderborn 07             | 15.400    | 11.547        | Benteler-Arena, Paderborn                             |
| 2. MSV Duisburg                | 15.200    | 11.213        | Schauinsland-Reisen-Arena, Duisburg                   |
| 3. SV Sandhausen               | 15.103    | 07.624        | BWT-Stadion am Hardtwald, Sandhausen                  |
| 4. Arminia Bielefeld           | 14.210    | 15.011        | SchücoArena, Bielefeld                                |
| 5. Hamburger SV                | 17.400    | 54.668        | Volksparkstadion, Hamburg                             |
| 6. SpVgg Greuther Fürth        | 14.050    | 09.730        | Sportpark Ronhof, Fürth                               |
| 7. 1. FC Magdeburg             | 15.410    | 17.413        | MDCC-Arena, Magdeburg                                 |
| 8. 1. FC Köln                  | 17.400    | 50.000        | Rheinenergiestadion, Köln                             |
| 9. FC Ingolstadt 04            | 16.579    | 10.190        | Audi-Sportpark, Ingolstadt                            |
| 10. FC St. Pauli               | 11.800    | 29.140        | Millerntor-Stadion, Hamburg-St. Pauli                 |
| 11. 1. FC Heidenheim           | 10.120    | 10.350        | Voith-Arena, Heidenheim an der Brenz                  |
| 12. Dynamo Dresden             | 11.330    | 26.530        | Rudolf-Harbig-Stadion, Dresden                        |
| 13. Holstein Kiel              | 10.210    | 08.527        | Holstein-Stadion, Kiel                                |
| 14. SSV Jahn Regensburg        | 10.385    | 10.907        | Continental-Arena, Regensburg                         |
| 15. VfL Bochum                 | 10.590    | 12.022        | Vonovia-Ruhrstadion, Bochum                           |
| 16. 1. FC Union Berlin         | 11.510    | 21.474        | Stadion An der Alten Försterei, Berlin                |
| 17. FC Erzgebirge Aue          | 10.570    | 07.400        | Erzgebirgsstadion, Aue-Bad Schlema                    |
| Im Schnitt:                    | 13.368    | 18.455        | Heimspiele: Merck-Stadion am Böllenfalltor, Darmstadt |